# Synagoge (Saluzzo)

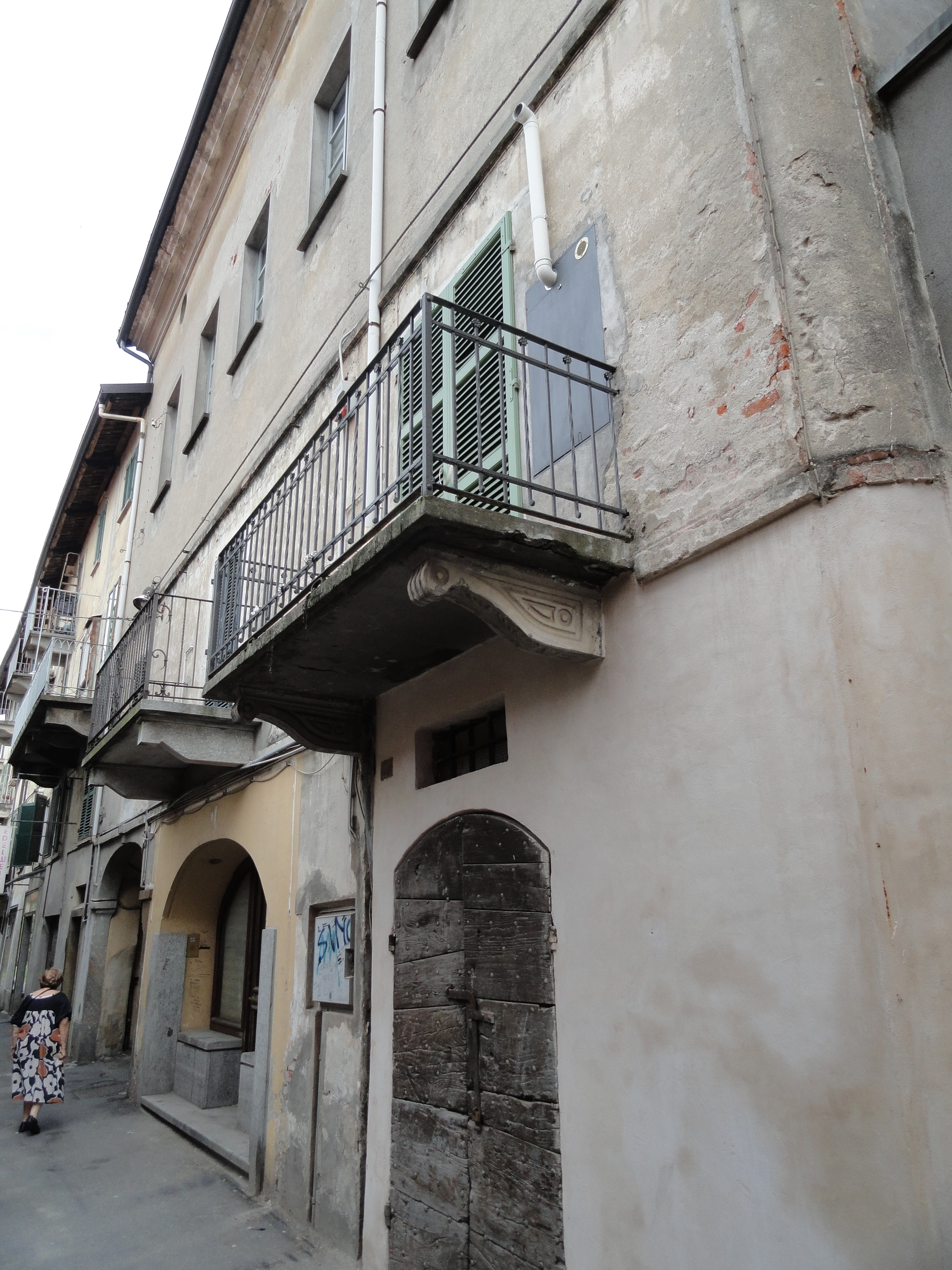
Synagoge in Saluzzo

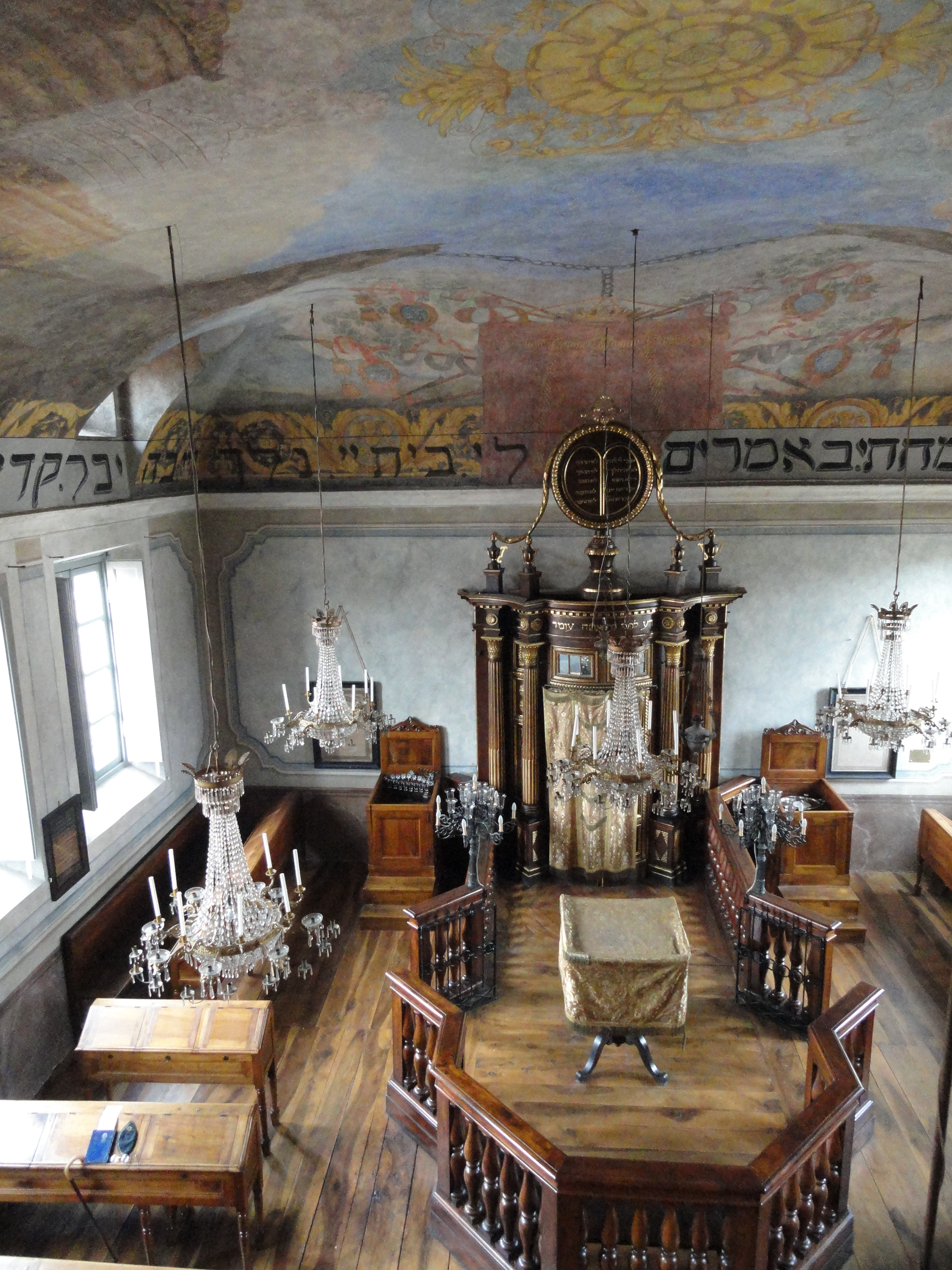
Blick von der Frauenempore zur Bima und zum Thoraschrein

Die Synagoge in Saluzzo, einer Stadt in der norditalienischen Region Piemont, wurde im 18. Jahrhundert eingerichtet und 1832 vergrößert. Die barocke Synagoge befindet sich im zweiten Stock des Hauses Via Deportati Ebrei Nr. 29 (früher: Via degli Israeiliti), im ehemaligen jüdischen Ghetto. Die Synagoge wird seit 1964 nicht mehr für Gottesdienste genutzt.